# Villalba de Duero
Villalba de Duero község Spanyolországban, Burgos tartományban. Villalba de Duero Aranda de Duero, Castrillo de la Vega, Haza és Gumiel de Mercado községekkel határos. Lakosainak száma 706 fő (2024).

## Népesség
A település népessége az utóbbi években az alábbiak szerint változott:
| Lakosok száma | 600  | 617  | 652  | 680  | 679  | 670  | 674  | 699  | 707  | 706  |
|               | 2001 | 2004 | 2006 | 2009 | 2011 | 2014 | 2016 | 2019 | 2021 | 2024 |